# Rondò Veneziano
Rondò Veneziano — итальянский камерный оркестр, возглавляемый композитором и дирижёром Джаном Пьеро Ревербери и специализирующийся на стиле барокко, играющий на оригинальных классических  инструментах, гармонично переплетая их звучание с более современными ритм-секциями, синтезаторами, бас-гитарой и барабанами. В репертуаре оркестра есть как полностью самостоятельно написанные произведения, так и современные кавер-версии известных произведений классических композиторов.
В одном из интервью маэстро Ревербери сказал: «В первую очередь, наша музыка несёт в себе заряд позитивных эмоций, даже та, которая на первый взгляд кажется печальной. Думаю, в этом и есть одна из причин нашей популярности — во время прослушивания вы не испытываете отрицательных эмоций, а даже если они и появятся, то в итоге всё равно настроят вас на позитивный лад».
На концертах музыканты (в основном женщины) выступают в старинных платьях и париках эпохи XVII—XVIII веков.
За более 30 лет, прошедших со дня с его основания в 1979 году, оркестр выпустил 70 альбомов (однако больше половины из них являются сборниками или переизданиями прежнего материала под другим названием).
Многие композиции из репертуара оркестра в 1980-1990-х годах были хорошо известны в СССР и России, где звучали в заставках некоторых теле- и радиопередач.

## Избранная дискография
- Rondò Veneziano (1980)
- Casanova (1981)
- La Serenissima  (1981)
- Scaramucce  (1982)
- Venezia 2000 (1983) сборник
- Concerto Futurissimo (1984)
- Odissea Veneziana (1984)
- Not Quite Jerusalem (1985)
- Fantasia Veneziana (1986)
- Arabesque (1987)
- Concerto  (1988)
- Poesia Di Venezia  (1988)
- Masquerade (Visioni di Venezia, 1989)
- Barocco  (1990)
- The Genius of Vivaldi, Mozart, Beethoven (1990)
- Prestige (1991)
- Rondò 2000 (1992)
- G.P. Reverberi (1992)
- Stagioni di Venezia (1992)
- Il mago di Venezia (1994)
- Sinfonia di Natale (1995)
- Marco Polo  (1997)
- In concerto (1997)
- Zodiaco (Sternzeichen, 1998)
- Attimi Di Magia (Magische Augenblicke, 1999)
- Luna di miele (Honeymoon', 1999)
- La storia del classico  (2000)
- Papagena (2001)
- La Piazza  (2002)
- 25 Live in Concert (2005)

## DVD
- Rondo Veneziano Once upon a time (2010)

## Полная дискография
- Rondò Veneziano (1980)
- La Serenissima  (1981)
- Notturno in Gondola (1981)
- Scaramucce  (1982)
- Venezia 2000 (1983) сборник
- Concerto Futurissimo (1984)
- Odissea Veneziana (1984)
- Casanova (1985)
- Not Quite Jerusalem (1985)
- Odissea Veneziana (1985)
- Fantasia Veneziana (1986)
- Lagune (1986)
- Rapsodia Veneziana (1986)
- Arabesque (1987)
- Misteriosa Venezia (1987)
- Concerto  (1988)
- Poesia di Venezia  (1988)
- Armonie (1989)
- Masquerade (1989)
- Visioni di Venezia (1989)
- Barocco  (1990)
- Musica...Fantasia (1990)
- The Genius of Mozart (1990)
- The Genius of Vivaldi (1990)
- Vivaldi, Mozart, Beethoven (1990)
- Magica Melodia (1991)
- Prestige (1991)
- Stagioni di Venezia (1992)
- Rondò 2000 (1992)
- G.P. Reverberi (1992)
- Venezia Romantica (1992)
- Concerto per Beethoven (1993)
- Concerto per Mozart (1993)
- Concerto per Vivaldi (1993)
- Il mago di Venezia (1994)
- Back2back (1995)
- Eine Nacht in Venedig (1995)
- I grandi successi vol.1 (1995)
- Sinfonia di Natale (1995)
- I grandi successi vol.2 (1996)
- Preludio all`Amore (1996)
- Seduzione (1996)
- The Best of - Vol.1 (1996)
- Die Grossen Erfolge (1997)
- Fantasia Classica (1997)
- I grandi Successi (1997)
- In concerto (1997)
- Marco Polo  (1997)
- Via dell`Amore (1997)
- Fantasia d`Autunno (1998)
- Fantasia d`Inverno (1998)
- Zodiaco (Sternzeichen, 1998)
- Attimi Di Magia (Magische Augenblicke, 1999)
- Fantasia d`Estate (1999)
- Fantasia di Primavera (1999)
- Luna di miele (Honeymoon', 1999)
- Protagonisti Vol.1 (1999)
- Splendore Di Venezia (1999)
- I grandi successi (2000)
- La storia Del Classico  (2000)
- Nur das Beste (2000)
- Protagonisti Vol.2 (2000)
- The Very Best of (2000)
- Capriccio veneziano (2001)
- Papagena (2001)
- 3 Originals (2001)
- The Magic of Christmas (2001)
- Concertissimo (2002)
- La Piazza  (2002)
- Venitienne (2002)
- Nur das Beste 2 (2004)
- 25 Live in Concert (2005)